# پینست (دهانه)
پینست یک دهانه برخوردی در ماه‌ است.

## دهانه‌های اقماری
این دهانه ۳ دهانه اقماری دارد.
| Poinsot | عرض جغرافیایی | طول جغرافیایی | قطر          |
| ------- | ------------- | ------------- | ------------ |
| P       | ۷۷.۲° N       | ۱۴۹.۷° W      | ۲۷.۰ کیلومتر |
| K       | ۷۷.۶° N       | ۱۴۱.۳° W      | ۱۶.۰ کیلومتر |
| E       | ۸۰.۲° N       | ۱۲۹.۸° W      | ۲۵.۰ کیلومتر |